# Birkende Sogn
Birkende Sogn er et sogn i Kerteminde-Nyborg Provsti (Fyens Stift).
I 1800-tallet var Birkende Sogn anneks til Marslev Sogn. Begge sogne hørte til Bjerge Herred i Odense Amt. Marslev-Birkende sognekommune blev ved kommunalreformen i 1970 indlemmet i Langeskov Kommune, der ved strukturreformen i 2007 indgik i Kerteminde Kommune.
I Birkende Sogn ligger Birkende Kirke.
I sognet findes følgende autoriserede stednavne:
- Birkende (bebyggelse, ejerlav)
- Birketved (bebyggelse)
- Dyngbjerg (bebyggelse)
- Hvileholm (bebyggelse)
- Langager (bebyggelse)
- Langeskov (bebyggelse)
- Letmose (bebyggelse)
- Nonnebo (bebyggelse)
- Sellebjerg (ejerlav, landbrugsejendom)
- Skallerød (bebyggelse)
- Tageholm (bebyggelse)
- Tofteskov (bebyggelse)
- Vøjremose (bebyggelse)